# Купа на Малта (снукър)
Купата на Малта (на английски: Malta Cup) е професионално състезание по снукър, което се провежда за първи път през сезон 2004/05. Купата на Малта измества Откритото първенство на Европа като ранкинг турнира по снукър на Европа.
Състезанието се провежда през месец февруари в Портомасо, Малта. Наградният фонд на състезанието за 2006 г. е 118 500 паунда заедно с наградата за победителя от 18 000 паунда.
През 2006 г. Купата на Малта става първият ранкинг турнир по снукър, на който нито един англичанин не се класира на четвъртфиналите. Преди това ранкинг турнира с най-малко англичани на четвъртфинал е Световното първенство по снукър през 1997 г., когато в четвъртфиналите участва един англичанин.
През 2008 г. турнирът не е от ранкинг системата и не носи точки, а само 20 хил. паунда награден фонд на победителя.

## Победители
| Година | Победител     | Опонент     | Краен резултат | Сезон   |
| ------ | ------------- | ----------- | -------------- | ------- |
| 2005   | Стивън Хендри | Греъм Дот   | 9 – 7          | 2004/05 |
| 2006   | Кен Дохърти   | Джон Хигинс | 9 – 8          | 2005/06 |
| 2007   | Шон Мърфи     | Райън Дей   | 9 – 4          | 2006/07 |
| 2008   | Шон Мърфи     | Кен Дохърти | 9 – 3          | 2007/08 |

## Предишни европейски ранкинг състезания
- Открито първенство на Европа
- Малта Гран При
- Открито първенство на Ирландия
- Открито първенство на Германия

| Портал | В Портал Снукър можете да намерите още много страници за снукър. |